# Warragul
Warragul é uma cidade no estado de Vitória na Austrália. Em 2016 tinha uma população de 14.276 habitantes.

## Clima
Wallagul tem um clima oceânico (Classificação climática de Köppen-Geiger: Cfb).